# Terremoto de Creta en julio del 365
El terremoto de Creta de 365 fue un evento sísmico con un epicentro cerca de la isla de Creta, que tuvo lugar en la mañana del 21 de julio de 365. Fue el terremoto más fuerte registrado en el mar Mediterráneo con una magnitud de 8,5.
El terremoto fue seguido minutos después de un tsunami con olas de hasta 9 metros que devastaron las costas meridionales y orientales del Mediterráneo, particularmente las de Libia y Alejandría donde las olas penetraron hasta al menos 2 kilómetros tierra adentro. Hubo alrededor de 45.000 víctimas en todo el Mediterráneo, de las cuales alrededor de 5.000 solo en Alejandría.
El evento es muy conocido por el testimonio del historiador romano Amiano Marcelino quien estuvo presente en el "día del horror".